# Тафта
Тафта̀та е шумящ, лъскав, гладко изтъкан плат от копринени или синтетични нишки. Думата е от персийски произход и означава „усукана сплитка“. Тафтата се счита за луксозна тъкан, подходяща за булчинско и бално облекло.
Традиционно копринената тафта е била тъкана на ръчни станове в Италия и Франция, а до 1950-те и в Япония, но днес най-големият ѝ производител е областта Бангалор в Индия, като производството е модернизирано и силно конкурентно (на страни като Китай и други от Средния и Далечния изток, които през 1970-те години правят опит да влязат на пазара). Произвежданата във Франция, Италия и Великобритания тафта обаче продължава да се счита за най-висококачествена.
Освен като предпочитан плат за официално дамско облекло, тафтата намира приложение и във вътрешния интериор – за тапети, дамаски и пердета. От тафта е бил направен и въздушният балон на французина Жозеф Монголфие.
Копринената тафта изисква химическо чистене и гладене от опаковата страна с топла ютия без пара.